# 達爾河

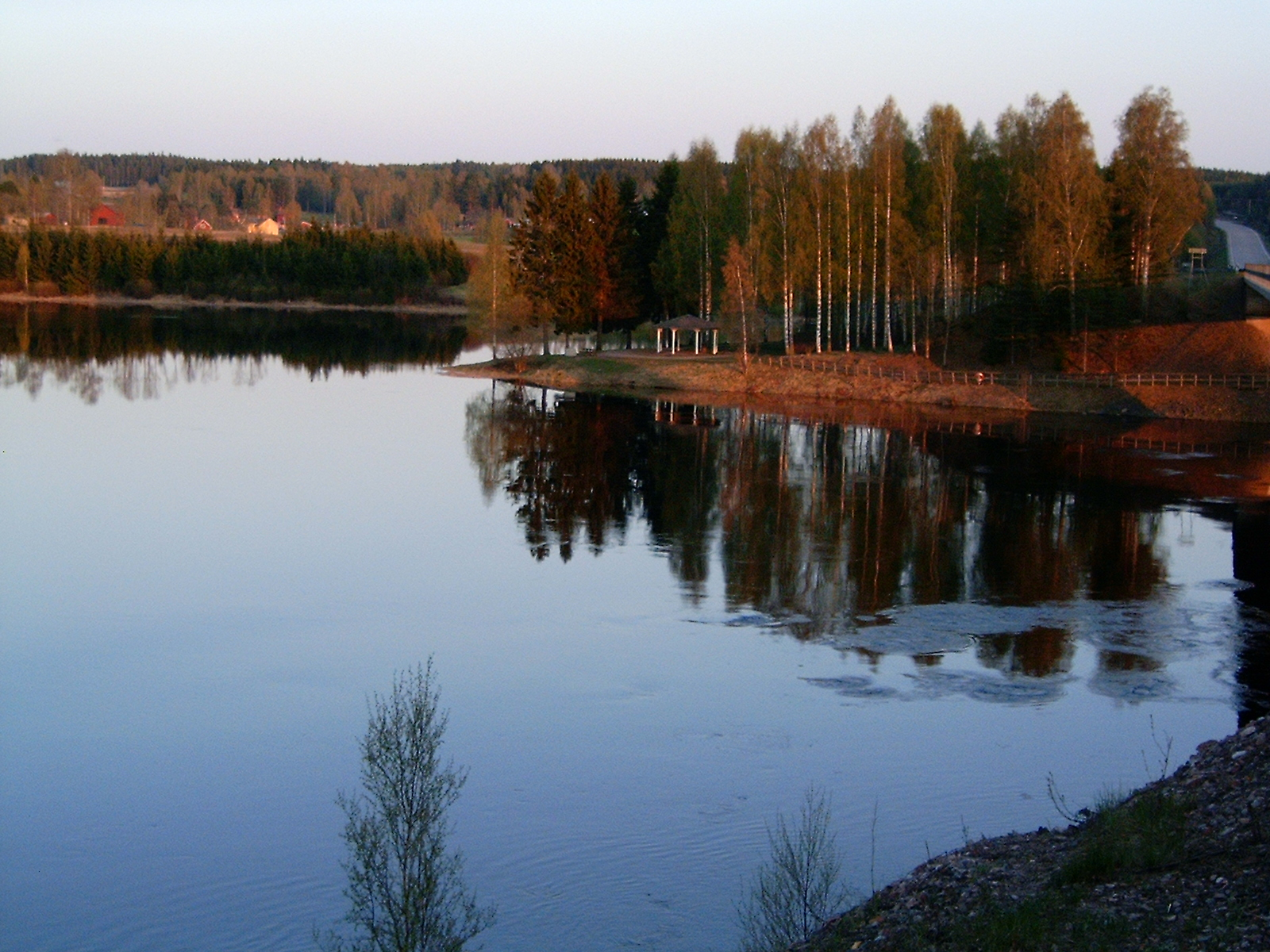

達爾河（瑞典語：Dalälven）是瑞典的河流，位於該國中部，流經達拉納、西曼蘭、耶斯特里克蘭和烏普蘭，最終注入波的尼亞灣，河道全長520公里，流域面積28,954平方公里，平均流量每秒379立方米。该河于北段分东、西两条支流。